# 喬爾·立特
喬爾·立特（英語：Joel Little，1983年2月13日—），是一名紐西蘭音樂製作人及詞曲作家。他與很多歌手合作，包括：泰勒絲、洛德、山姆·史密斯、尚恩·曼德斯、艾丽·高登、謎幻樂團、托芙蘿、凱利德等歌手合作。

## 外部連結
- Official site（页面存档备份，存于）